# 우디 (피아니스트)
우디(중국어: 吳迪, 1984년 9월 ~ )는 중국의 피아니스트이다.

## 생애
장쑤성 난징시 출신으로 14살 때 베이징 필하모닉에서 프로 데뷔를 하였으며, 좋은 반응을 얻었다. 1999년에 도미하여, 맨해튼 음악학교에서 수학하다가 2000년부터 2005년까지 필라델피아에 있는 커티스 음악원에서 수학하였다.
10대였을 때 2000년에 미주리 남부 국제 피아노 경연대회(Missouri Southern International Piano Competition)에서 입상하였으며, 성인이 된 후 2005년에 힐튼 헤드 국제 피아노 경연대회(Hilton Head International Piano Competition)에서 입상하였다. 줄리어드 학교에서 석사학위를 취득하였으며 2009년에 최고연주자 과정을 수료하였다.

## 공연
우는 14살 때 베이징 필하모닉에서 첫 공연을 하였으며, 그 때부터 아시아와 유럽, 미국을 돌며 공연을 하였다. 2005년에 카네기 홀에서 첫 독주를 하였으며, 뉴저지 퍼포밍 아트 센터(New Jersey Performing Arts Center)의 클리브랜드 플레이하우스(Cleveland Playhouse)에서 리사이틀을 가졌다. 그리고 유럽에서도 공연을 했다.
2009년 11월 14일에는 조지 맨슨 대학교 아트센터에서 상하이 심포니 오케스트라와 유 롱과 함께 공연을 가졌으며, 2010년 1월 16일에는 워싱턴 D.C 소재의 새로 건립된 주미 중국 대사관에서 처음으로 공연하였다.